# Wyspa Amsterdam
Wyspa Amsterdam (norw. Amsterdamøya, ang. Amsterdam Island) – mała bezludna wyspa na północny zachód od Spitsbergenu, wchodząca w skład norweskiego archipelagu Svalbard, Powierzchnia wyspy wynosi około 19 km², a jej nazwa Amsterdam została nadana najprawdopodobniej przez holenderskich wielorybników, którzy byli częstymi gośćmi w pobliskiej osadzie Smeerenburg. Obecnie wyspa wchodzi w skład Rezerwatu przyrody Spitsbergenu.